# فینال جام باشگاه‌های جهان ۲۰۱۳
فینال جام باشگاه‌های جهان ۲۰۱۳ مسابقه فینال جام باشگاه‌های جهان ۲۰۱۳، تورنمنت فوتبال به میزبانی مراکش بود. این دهمین فینال جام باشگاه‌های جهان، یک تورنمنت توسط فیفا بین برندگان شش کنفدراسیون قاره‌ای و همچنین قهرمان لیگ کشور میزبان بود.
فینال بین باشگاه آلمانی بایرن مونیخ، نماینده یوفا به عنوان قهرمان لیگ قهرمانان اروپا، و باشگاه مراکشی الرجا کازابلانکا، نماینده کشور میزبان به عنوان قهرمان لیگ دسته اول مراکش برگزار شد. این بازی در ورزشگاه مراکش در مراکش در ۲۱ دسامبر ۲۰۱۳ برگزار شد.

## پیش زمینه

### بایرن مونیخ
بایرن مونیخ پس از پیروزی ۲–۱ مقابل بروسیا دورتموند در فینال، به عنوان قهرمان لیگ قهرمانان اروپا ۱۳–۲۰۱۲ به این مسابقات راه یافت. این اولین باری بود که بایرن مونیخ در این مسابقات شرکت می‌کرد. آنها دو بار در سال‌های ۱۹۷۶ و ۲۰۰۱ قهرمان جام بین قاره‌ای، سلف جام باشگاه‌های جهان، شدند. آنها پس از شکست دادن باشگاه چینی گوانگ‌ژو اورگراند در نیمه نهایی به فینال رسیدند.

### الرجا کازابلانکا
الرجا کازابلانکا دسته اول فوتبال مراکش ۱۳–۲۰۱۲ را برد تا سهمیه کشور میزبان مسابقات را به دست آورد. این دومین باری بود که الرجا در این تورنمنت شرکت می‌کرد زیرا این تیم در اولین دوره مسابقات در سال ۲۰۰۰ شرکت کرد. آنها دومین تیمی بودند که به عنوان میزبان (پس از کورینتیانس در سال ۲۰۰۰) به فینال مسابقات راه یافتند. و همچنین دومین فینالیست آفریقایی (پس از تی‌پی مازمبه در سال ۲۰۱۰). آنها پس از شکست دادن باشگاه نیوزیلندی آوکلند سیتی در مرحله پلی آف، باشگاه مکزیکی مونتری در مرحله یک چهارم نهایی، و باشگاه برزیلی اتلتیکو مینیرو در نیمه نهایی، به فینال رسیدند.

## مسیر تا فینال
| بایرن مونیخ                                               | تیم           | الرجا کازابلانکا                                                |
| --------------------------------------------------------- | ------------- | --------------------------------------------------------------- |
| یوفا                                                      | کنفدراسیون    | کاف                                                             |
| قهرمان لیگ قهرمانان اروپا ۱۳–۲۰۱۲                         | نحوه شرکت     | قهرمان دسته اول فوتبال مراکش ۱۳–۲۰۱۲                            |
| استراحت                                                   | پلی آف        | ۲–۱ آوکلند سیتی (یاجور ۳۹', حفیظی ۹۰+۲'')                       |
| استراحت                                                   | یک‌چهارم نهایی | ۲–۱ (و.ا.) مونتری (الشطیبی ۲۴', گیهی ۹۵'')                      |
| ۳–۰ گوانگ‌ژو اورگراند (ریبری ۴۰', مانجوکیچ ۴۴', گوتسه ۴۷') | نیمه نهایی    | ۳–۱ اتلتیکو مینیرو (یاجور ۵۱'', متولی ۳۰' پنالتی, مابیدی ۹۰+۴') |

## مسابقه

### خلاصه
دانته مدافع بایرن مونیخ در دقیقه هفتم دروازه الرجا را باز کرد؛ پس از ضربه سر ژروم بواتنگ به کرنر جردان شقیری در مسیرش، او برگشت و دروازه‌بان خالد العسکری را با شوت مجبور به مهار کرد. تیاگو در دقیقه ۲۲ گل دوم را برای بایرن به ثمر رساند، زمانی که او با پای راست از لبه محوطه جریمه پس از یک پاس برگشتی از سمت چپ داوید آلابا، شوت کرد. بایرن این شانس را داشت که در نیمه دوم گل سوم را هم بزند، اما ضربه شقیری از شش قدم به تیر افقی دروازه برخورد کرد تا اینکه تیاگو توپ برگشتی را از بالای دروازه به بیرون زد. الرجا کازابلانکا در اواخر بازی می‌توانست خود را به بازی برگرداند، زمانی که ویانی مابیدی در کنار دروازه بایرن به مانوئل نویر شوت کرد و کاپیتان محسن متولی از بیرون محوطه دروازه، ضربه برگشتی را از بالای دروازه به بیرون زد.

### جزئیات
| الرجا کازابلانکا | ۰–۲   | بایرن مونیخ          |
| ---------------- | ----- | -------------------- |
|                  | گزارش | دانته ۷' · تیاگو ۲۲' |

| بایرن مونیخ | الرجا کازابلانکا |

| GK           | ۱  | مانوئل نویر     |  |     |
| RB           | ۱۳ | رافینیا         |  |     |
| CB           | ۱۷ | ژروم بواتنگ     |  |     |
| CB           | ۴  | دانته           |  |     |
| LB           | ۲۷ | داوید آلابا     |  |     |
| DM           | ۲۱ | فیلیپ لام       |  |     |
| RM           | ۱۱ | جردان شقیری     |  | '۸۰ |
| CM           | ۶  | تیاگو           |  |     |
| CM           | ۳۹ | تونی کروس       |  | '۶۰ |
| LM           | ۷  | فرانک ریبری     |  |     |
| CF           | ۲۵ | توماس مولر      |  | '۷۶ |
| تعویض‌ها:     |    |                 |  |     |
| GK           | ۲۲ | تام اشتارک      |  |     |
| GK           | ۳۲ | لوکاس ریدر      |  |     |
| DF           | ۵  | دنیل فن بویتن   |  |     |
| DF           | ۱۵ | یان کیرشهوف     |  |     |
| DF           | ۲۶ | دیگو کنتنتو     |  |     |
| MF           | ۸  | خاوی مارتینز    |  | '۶۰ |
| MF           | ۱۹ | ماریو گوتسه     |  | '۸۰ |
| MF           | ۲۳ | میچل وایزر      |  |     |
| MF           | ۳۴ | پیر-امیل هویبرگ |  |     |
| MF           | ۳۷ | جولیان گرین     |  |     |
| FW           | ۹  | ماریو مانجوکیچ  |  | '۷۶ |
| FW           | ۱۴ | کلودیو پیسارو   |  |     |
| سرمربی:      |    |                 |  |     |
| پپ گواردیولا |    |                 |  |     |

| GK            | ۶۱ | خالد العسکری         |     |     |
| RB            | ۳  | زکریا الهاشمی        |     |     |
| CB            | ۲۷ | اسماعیل بلمعلم       |     |     |
| CB            | ۱۶ | محمد اولحاج          | '۵۵ |     |
| LB            | ۲۱ | عادل کروشی           |     |     |
| CM            | ۹۹ | عصام الراقی          |     |     |
| CM            | ۲۸ | کوکو گیهی            |     |     |
| RW            | ۸  | شمس‌الدین الشطیبی     |     | '۵۰ |
| AM            | ۵  | محسن متولی (کاپیتان) |     |     |
| LW            | ۱۸ | عبدالاله حفیظی       |     | '۸۸ |
| CF            | ۲۰ | محسن یاجور           |     | '۷۸ |
| تعویض‌ها:      |    |                      |     |     |
| GK            | ۱  | یاسین الحد           |     |     |
| GK            | ۳۷ | ابراهیم زعری         |     |     |
| DF            | ۴  | احمد الرحمانی        |     |     |
| DF            | ۱۷ | رشید سلیمانی         | '۷۹ | '۷۸ |
| DF            | ۳۱ | ادریسا کولیبالی      |     |     |
| MF            | ۷  | دئو کاندا            |     |     |
| MF            | ۲۴ | ویانی مابیدی         |     | '۵۰ |
| MF            | ۲۶ | اسماعیل کوشام        |     |     |
| MF            | ۳۰ | رضوان الضرضوری       |     |     |
| FW            | ۹  | عبدالمجید الدین      |     |     |
| FW            | ۱۰ | بدر کشانی            |     | '۸۸ |
| FW            | ۲۵ | یاسین صالحی          |     |     |
| سرمربی:       |    |                      |     |     |
| فوزی البنزرتی |    |                      |     |     |

| بهترین بازیکن بازی: فرانک ریبری (بایرن مونیخ) کمک داوران: امرسون ده کاروالیو (برزیل) مارسلو فن گاسه (برزیل) داور چهارم: مارک گایگر (ایالات متحده آمریکا) داور پنجم: شان هرد (ایالات متحده آمریکا) | قوانین مسابقه - ۹۰ دقیقه - ۳۰ دقیقه وقت اضافه در صورت نیاز - ضربات پنالتی اگر نتیجه همچنان مساوی است - دوازده نیمکت‌نشین - حداکثر ۳ تعویض |